# Quartet de corda núm. 10 (Xostakóvitx)

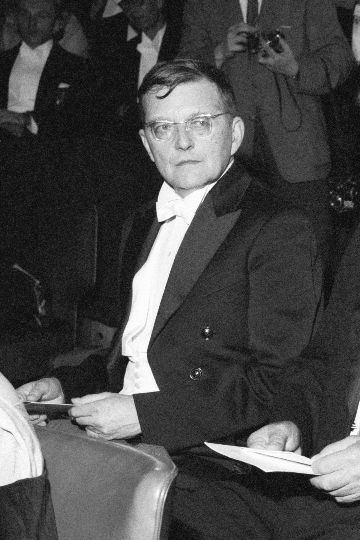
Fotografia del compositor Dmitri Xostakóvitx durant la seva visita a Finlàndia l'any 1958.

El Quartet de corda núm. 10 en la bemoll major, op. 118, fou composta per Dmitri Xostakóvitx del 9 al 20 de juliol de 1964 a Dilizhan, una ciutat balneària d'Armènia. El va dedicar a un dels seus amics més propers, el compositor Mieczysław Weinberg. Té una durada aproximada de 22 minuts. Va ser creat pel Quartet Beethoven el 20 de novembre de 1964 a la Sala Petita del Conservatori de Moscou.

## Estructura
Es compon de quatre moviments d'estructura clàssica:
1. Andante
2. Allegretto furioso
3. Adagio
4. Allegretto

## Història
Xostakóvitx va escriure de manera simultània el 1964 dos quartets, el 9è i 10è. En el context «antisionista» del poder soviètic, el Desè Quartet que està dedicat al compositor jueu Mieczysław Weinberg, el seu soci de piano a quatre mans (sobretot en el moment de l'avaluació obligatòria de les simfonies del compositor per un comitè cultural encarregat de fer l'examen), apareix com una resistència al règim.

## Anàlisi musical
Tot i seguir l'estructura clàssica de quatre moviments, el quartet destaca per les tensions profundes que Xostakóvitx hi desenvolupa, essent aquestes un dels elements clau del seu impacte musical.
El quartet s'inicia de manera discreta amb un violí solitari que introdueix interrogants musicals. Aquest motiu es respon amb una estructura rítmica obsessiva de tipus anapèstic (curt-curt-llarg), característica de Xostakóvitx. Tot i suggerir un desenvolupament dramàtic amb abundància de material, el compositor sorprèn amb una recapitulació concisa marcada per harmonies inquietants sul ponticello i una resolució aparentment simple.

## Discografia selectiva
- Quartet Borodin, integrals dels quartets a cordes de Xostakóvitx, a Melodya BMG, 1997.